# Xã Glendale, Quận Saline, Kansas
Xã Glendale (tiếng Anh: Glendale Township) là một xã thuộc quận Saline, tiểu bang Kansas, Hoa Kỳ. Năm 2010, dân số của xã này là 110 người.